# Franz Obratschai
Franz Obratschai nebo Franz Obraczay, polsky Franciszek Obraczaj, v českých pramenech někdy uváděn i jako Obračaj (cca 1823 – 7. října 1906 Těšín), byl rakouský a český politik německé národnosti ze Slezska, v 2. polovině 19. století poslanec Říšské rady.

## Biografie
Působil jako arciknížecí inspektor. Byl veřejně a politicky činný. Zasedal jako poslanec Slezského zemského sněmu. Usedl sem poprvé v zemských volbách roku 1870 za kurii venkovských obcí, obvod Frýdek. Kandidoval zde v zemských volbách roku 1871 jako oficiální ústavověrný kandidát, ale tentokrát podlehl slovanskému kandidátovi dr. Kotkovi. Poslancem se v tomto obvodu stal opět v zemských volbách roku 1878, když porazil dosavadního poslance Kotka. V zemských volbách roku 1884 mandát neobhájil a místo něj byl zvolen Slovan František Pitřík.
Působil taky jako poslanec Říšské rady (celostátního parlamentu Předlitavska), kam usedl ve volbách roku 1879 za kurii venkovských obcí v Slezsku, obvod Těšín, Fryštát, Bílsko atd. Ve volebním období 1879–1885 se uvádí jako Franz Obratschai, inspektor arcivévodských statků, bytem Těšín.
Národní listy ho uvádějí po volbách 1879 chybně jako národního (polského) poslance. Ve skutečnosti byl stoupencem liberální, centralistické a provídeňské Ústavní strany. V říjnu 1879 je zmiňován na Říšské radě coby člen mladoněmeckého Klubu sjednocené Pokrokové strany (Club der vereinigten Fortschrittspartei). Jeho zvolení bylo výsledkem rozkolu mezi katolickým a evangelickým obyvatelstvem na Těšínsku. Do roku 1879 zastupoval tento volební okrsek na Říšské radě polský evangelík Jerzy Cienciała. Dohoda zněla, že v příštích volbách slovanské obyvatelsko (Poláci a Češi) podpoří katolického slovanského kandidáta. To se ale nestalo a velká část slovanských luteránských voličů hlasovala pro Obratschaie, který nebyl původem pravým Němcem, ale hlásil se jako mnoho těšínských protestantů k německému liberalismu a německé kultuře. Odmítal národní snahy Čechů a Poláků. Na Říšské radě později zasedal v poslaneckém klubu 
Sjednocená německá levice. Z něj ale v roce 1882 vystoupil kvůli neshodám okolo návrhu reformy volebního práva.
Do roku 1886 byl členem správní rady Lvovsko-černovické dráhy, kam ho jmenovala vláda. Nadále působil jako člen Slezské zemědělské lesnické společnosti. V tisku se objevily zprávy, že hodlá kandidovat znovu ve volbách do Říšské rady roku 1891, ale nakonec byl místo něj na Těšínsku zvolen Polák Ignacy Świeży.
Zemřel v říjnu 1906 po delší nemoci ve věku 83 let.
Byl švagrem slezského evangelického duchovního a politika Theodora Haaseho.